# Michael Gabriel Fredersdorf
Michael Gabriel Fredersdorf (né en 1708 à Gartz an der Oder, mort le 12 janvier 1758 à Potsdam) était le chambellan secret et le confident de Frédéric II de Prusse.

## Biographie
Fils du Stadtmusicus de Gartz, il fut baptisé le 3 juin 1708. Jeune homme, il servit comme musicien militaire dans un régiment (de) prussien de mousquetaires dont la ville de garnison était Küstrin. En 1730, Frédéric, qui n’était alors que prince héritier, remarqua Fredersdorf qui comme lui-même était très doué pour la flûte. Après s'être brouillé avec son père, Frédéric-Guillaume Ier, le prince était obligé de servir comme officier dans des conditions strictes et sous surveillance, la musique lui était expressément interdite ; aussi rencontrait-il secrètement Fredersdorf pour jouer de la flûte avec lui.
Quand ils eurent quitté Küstrin, Fredersdorf, qui s’était acquis la confiance particulière du prince héritier, devint son camérier et occupa ce poste pendant les années que Frédéric passa à Rheinsberg.
Monté sur le trône en 1740, Frédéric éleva en septembre Fredersdorf à la dignité de chambellan privé et en fit son trésorier personnel. En outre, il lui confia de nombreux postes de responsabilité, qui dépassaient de beaucoup les fonctions habituelles d'un trésorier ; entre autres choses, non seulement il fut appelé à entrer dans les opérations du service secret, mais il fut même chargé de les coordonner. Par ailleurs, il était aussi le plus proche confident de Frédéric, celui avec lequel le roi parlait de ses problèmes privés aussi bien que politiques. On a conservé un vaste échange de lettres privées entre Fredersdorf et le roi, qui témoigne de ce rapport de confiance inhabituel.
En remerciement des services rendus, Fredersdorf reçut de Frédéric, le 26 juin 1740, la propriété Zernikow à Rheinsberg. Au cours des années suivantes, il l’agrandit considérablement par des achats pour en faire un véritable ensemble.
Le 23 décembre 1753, il épousa la fille d’un banquier, Caroline Marie Elisabeth Daum (née le 27 juillet 1730 à Potsdam, † le 10 mars 1810 à Berlin), qui devait être la grand-mère du poète Achim von Arnim, et il quitta le service de Frédéric. Le mariage de Fredersdorf fut heureux, mais resta sans enfant.
Après sa mort, le corps de Fredersdorf fut transféré de Potsdam à Zernikow, où il fut d'abord enterré dans une crypte de l'église locale. En 1777, son cercueil fut transféré au caveau familial du cimetière. Le tombeau, cependant, a été détruit à l’époque de la RDA, et les restes qui s’y trouvaient enterrés à un endroit imprécis derrière l'église.

## Sources imprimées
- Johannes Richter (Éd.): Die Briefe Friedrichs des Grossen an seinen vormaligen Kammerdiener Fredersdorf. Klemm, Berlin 1926 (Réimpression. Steiger, Moers 1979,  (ISBN 3-921564-19-0)).